# Janė Narvilienė
Janė Narvilienė (* 20. September 1945 in Čiapiejai, Rajongemeinde Ignalina; † 3. Februar 2022 in Kretinga) war eine litauische Politikerin.

## Leben
Nach dem Abitur 1964 an der 7. Jugendmittelschule Vilnius absolvierte sie 1975 das Diplomstudium der russischen Sprache am Vilniaus pedagoginis institutas und wurde Lehrerin.
Von 1966 bis 2000 lehrte sie in der Mittelschule Kretinga und am Technikum. Von 1997 bis 2000 war sie Mitglied im Rat der Rajongemeinde Kretinga und von 2000 bis 2004 im Seimas. 
Ab 1994 war sie Mitglied der Naujoji demokratija - Moterų partija und ab 2003 der Lietuvos socialdemokratų partija.
Sie hat die Tochter Renata Bumbulienė.

## Quelle
- 2008 m. Lietuvos Respublikos Seimo rinkimai - "Fronto" partija - Iškelti kandidatai (Memento vom 2. Juni 2013 im Internet Archive)